# Julia Roy
Pour les articles homonymes, voir Roy.
Julia Roy, née le 12 décembre 1989 à Paris, est une actrice et scénariste française.

## Biographie
Née d'un père français qui exerce le métier d'architecte-paysagiste et d'une mère autrichienne traductrice, Julia Roy grandit à partir de l'âge de huit ans à Vienne en Autriche avant de revenir en France vers l'âge de vingt ans,. Après ses études, elle s'inscrit au cours Florent, puis à la Central School of Speech and Drama pour devenir comédienne.
En 2016, elle joue  dans le film À jamais, réalisé par Benoît Jacquot, et collabore à son écriture,.
Dans une enquête du journal Le Monde en 2024, Julia Roy, 42 ans de moins que lui, évoque les violences et les manipulations qu'elle aurait subies de la part du réalisateur jusqu'à son départ en 2019. Elle a déposé plainte pour agression sexuelle dans « un contexte de violences et de contrainte morale qui a duré plusieurs années »,.

## Filmographie
- 2012 : Main courante (série télévisée, épisode 12) : une étudiante
- 2014 : Arrête ou je continue de Sophie Fillières : Simone
- 2016 : À jamais de Benoît Jacquot : Laura
- 2018 : Eva de Benoît Jacquot : Caroline
- 2019 : Dernier Amour  de Benoît Jacquot : Cécile
- 2023 : Le Télescope d'Einstein (court métrage) d'Evgenia Alexandrova : Skye

## Distinctions
- 2017 : Présélectionnée pour le César du meilleur espoir féminin pour son rôle dans À jamais[6]